# Breu (burseráceas)
O breu, também conhecido como pez-loiro (também grafado pez-louro) e colofónia, é o produto resultante da destilação da resina bruta do pinheiro depois de se extrair a essência ou aguarrás. À temperatura ambiente apresenta-se como um sólido amorfo, com coloração amarelada e com um odor de pinho devido a terebintina ainda presente.

Estrutura do ácido abiético

A sua composição é, em grande parte, de ácidos resinícos (cerca de 80 a 95%), sendo o ácido abiético, o que está em maior percentagem. A restante percentagem é composta por substâncias "inertes" tais como esteróis vegetais e e estrutruras descarboxiladas dos ácidos resínícos.

## História
Documentos dos séculos IV e II a.C. informam que a colofónia era um produto importante nos antigos grandes centros da Grécia, Macedónia, Ásia Menor e Egito. Nesta época, o poder de um país no comércio e no seu armamento era diretamente influenciado pelos seus recursos florestais. O alcatrão e a colofónia eram produtos utilizados na calafetagem dos barcos de madeira, impermeabilização de cordas e lonas, funcionando, também, como combustível para as tochas e inúmeras outras aplicações, principalmente as ligadas à indústria naval. Nos países de língua inglesa, atualmente ainda se usa o termo naval stores para indicar os produtos resinosos.
Os romanos também apreciavam o vinho aromatizado com colofónia.

## Extração

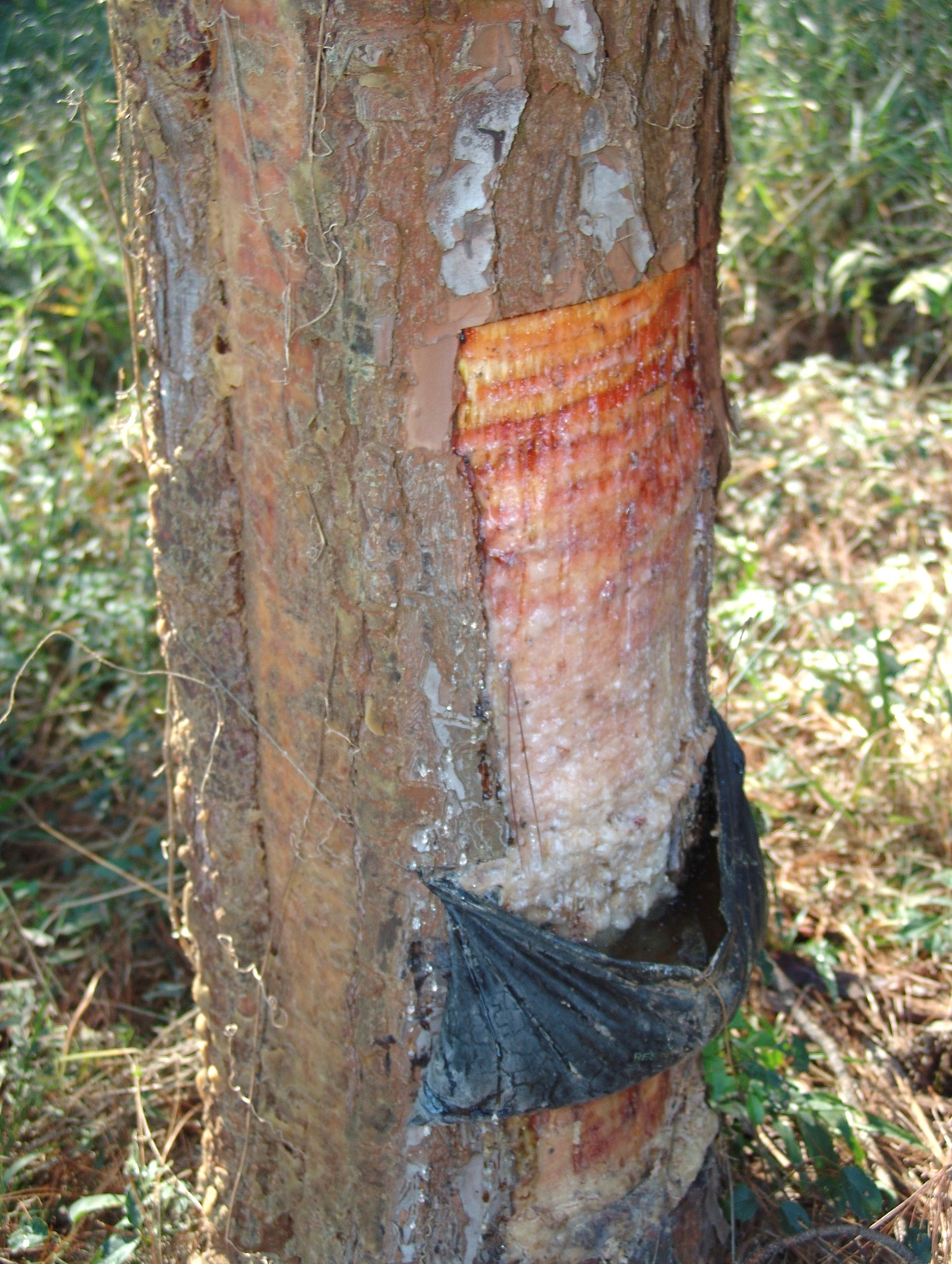
Extração de resina.

A matéria prima para a produção da colofónia é a resina da gema do pinheiro, uma mistura viscosa composta de colofónia, terebentina e água. Essa goma é extraída pela resinagem de árvores coníferas, no Brasil, as árvores mais utilizadas para tais fins são o pinus elliottii e o pinus tropicalis.
A extração assemelha-se à da seringueira, mas em vez de vincos, abre-se um painel sob a casca.

## Indústria
A colofónia é normalmente utilizada na produção de outros produtos como, principalmente, as tintas e adesivos. Hoje, a maior parte da produção de colofónias é destinada à colagem interna de papel.
A colofónia também é encontrada na forma esterificada, tendo diversas aplicações, desde tintas até produtos alimentícios. Também é utilizado no arco de instrumentos como viola, violino, violoncelo e contrabaixo acústico.
A porção volátil da resina de pinus é a “essência de terebentina” ou aguarrás. O termo terebentina provavelmente vem da palavra terebinto, uma conífera utilizada como fonte de oleorresina na Ásia. A colofónia atualmente é muito empregada na fabricação de ceras depilatórias e pela industria de borracha , também usada na produção de PPR (Prótese Parcial Removível), como resina obtida diluída em álcool para tratamento do modelo refratário.